# Mustafa III
Mustafa III, född 28 januari 1717, död 21 januari 1774, var sultan av Osmanska riket från 1757 till 1774. Han var son till sultan Ahmed III (1703–1730).

## Biografi
Mustafa III var en energisk och uppmärksam härskare som sökte modernisera armén och inrikesadministrationen i ett försök att höja riket till de västeuropeiska stormakternas nivå. Den osmanska staten hade dock förfallit så pass att försök till reform i mindre skala enbart blev en droppe i havet, medan större planer att förändra det administrativa status quo som rådde omedelbart väckte de konservativa janitsjarernas och imamernas missnöje till på gränsen för öppet uppror. Mustafa anskaffade dock utländska militärers tjänster för att påbörja reformer av infanteriet och artilleriet. Sultanen beordrade också grundandet av akademier för matematik, navigation och naturvetenskap.
Väl medveten om sitt rikes militära svaghet undvek Mustafa ihärdigt krig, men var maktlös att förhindra det rysk-turkiska kriget 1768–1774, som han efter ryska aggressioner i södra Polen förmåddes starta, i vilket osmanerna led nederlag och tvingades avsäga sig makten över bland annat Krimhalvön i freden i Kutschuk-Kainardji år 1774. 
Han efterträddes av sin bror Abd-ul-Hamid I (1774–1789).
I en brevväxling mellan Voltaire och Katarina den stora gjordes Mustafa III konsekvent till åtlöje, och Voltaire kallade honom "fet och okunnig". 
Mustafa hade två söner, Selim III och Mehmet, och fem döttrar.